# Хорват, Даниэль (футболист)
Даниэль Марк Хорват (венг. Horváth Daniel Márk; 5 марта 1996, Дьёр, Венгрия) — венгерский футболист, вратарь.

## Карьера

### Клубная карьера
Даниэль является воспитанником клуба «Дьёр».
17 мая 2015 года голкипер дебютировал в основном составе венгерской команды во встрече с «Диошдьёром». Первая игра выдалась неудачной для юного Хорвата, он пропустил 4 мяча. По итогам сезона 2014/15 «Дьёр» из-за финансовых проблем был переведён в третью лигу Венгрии.
В дальнейшем играл за клубы второго и более низших дивизионов Венгрии.

### В сборной
Даниэль в составе юношеской сборной Венгрии (до 19 лет) принимал участие в матчах квалификационного раунда отбора к чемпионату Европы 2015. Хорват был включён в заявку сборной для выступления на мировом юношеском первенстве в Новой Зеландии, однако ни одного матча на турнире не провёл.